# Портрет Леона Леенхоффа
Портрет Леона Леенхоффа (англ. Young Boy Peeling a Pear) — раннее произведение французского художника Эдуара Мане.

## Описание
У стола сидит юноша и очищает грушу от корки вместе со слоем воска. Художник точно подал переходный возраст подростка, уже почувствовавшего первые признаки взросления — отсюда модная причёска, галстук и первая небритая щетина.

## Провенанс
Картина находилась в собрании художника Андерса Цорна (1860—1920), работавшего в Париже. В 1896 году Цорн и подарил полотно Национальному музею Швеции, что стало ценным вкладом в музейную коллекцию произведений предшественников и создателей французского импрессионизма.